# Liste der Botschafter der Vereinigten Staaten in Belarus
Die Liste der Botschafter der Vereinigten Staaten in Belarus bietet einen Überblick über die Leiter der US-amerikanischen diplomatischen Vertretung in Belarus seit 1992. Die Botschaft der Vereinigten Staaten in Minsk wurde am 31. Januar 1992 eröffnet. Im selben Jahr nahm der erste offizielle Botschafter seine Arbeit auf. Aktuell hat die US-amerikanische Botschaft in Minsk keinen Botschafter. Robert Riley ist seit 22. August 2016[veraltet] als Chargé d’affaires in Minsk tätig.

## Botschafter
| Amtszeit  | Name                              | ernannt von    |
| --------- | --------------------------------- | -------------- |
| 1992–1994 | David Haywood Swartz (* 1942)     | George Bush    |
| 1994–1997 | Kenneth Spencer Yalowitz (* 1941) | Bill Clinton   |
| 1997–2000 | Daniel Vern Speckhard (* 1959)    | Bill Clinton   |
| 2001–2003 | Michael G. Kozak (* 1946)         | Bill Clinton   |
| 2003–2006 | George Albert Krol (* 1956)       | George W. Bush |
| 2006–2008 | Karen Brevard Stewart (* 1952)    | George W. Bush |

## Geschäftsträger (chargé d’affaires)
| Amtszeit  | Name                            |
| --------- | ------------------------------- |
| 2008–2009 | Jonathan Michael Moore (* 1966) |
| 2009–2013 | Michael D. Scanlan (* 1961)     |
| 2013–2014 | Ethan Aaron Goldrich (* 1966)   |
| 2014–2016 | Scott Rauland                   |
| 2016–2018 | Robert Riley                    |
| 2018–2020 | Jenifer H. Moore                |
| 2020      | Jeffrey Giauque                 |

## Botschafter
| Amtszeit | Name           | ernannt von  |
| -------- | -------------- | ------------ |
| 2020–    | Juie D. Fisher | Donald Trump |